# Maďarsko na Letních olympijských hrách 2016
Maďarsko na Letních olympijských hrách v roce 2016.

## Medailisté
| Medaile | Jméno                                                                   | Sport      | Soutěž                    |
| ------- | ----------------------------------------------------------------------- | ---------- | ------------------------- |
| Zlato   | Emese Szászová                                                          | Šerm       | Ženy kord                 |
| Zlato   | Katinka Hosszúová                                                       | Plavání    | Ženy 400 m polohový závod |
| Zlato   | Katinka Hosszúová                                                       | Plavání    | Ženy 100 m znak           |
| Zlato   | Katinka Hosszúová                                                       | Plavání    | Ženy 200 m polohový závod |
| Zlato   | Áron Szilágyi                                                           | Šerm       | Muži šavle                |
| Zlato   | Gabriella Szabová Danuta Kozáková                                       | Kanoistika | Ženy K-2 500 m            |
| Zlato   | Danuta Kozáková                                                         | Kanoistika | Ženy K-1 500 m            |
| Zlato   | Gabriella Szabová Danuta Kozáková Tamara Csipesová Krisztina Fazekasová | Kanoistika | Ženy K-4 500 m            |
| Stříbro | Géza Imre                                                               | Šerm       | Muži kord                 |
| Stříbro | Katinka Hosszúová                                                       | Plavání    | Ženy 200 m znak           |
| Stříbro | László Cseh                                                             | Plavání    | Muži 100 m motýlek        |
| Bronz   | Tamás Kenderesi                                                         | Plavání    | Muži 200 m motýlek        |
| Bronz   | Anita Mártonová                                                         | Atletika   | Ženy vrh koulí            |
| Bronz   | Boglárka Kapásová                                                       | Plavání    | Ženy 800 m volný způsob   |
| Bronz   | Gábor Boczkó Géza Imre András Rédli Péter Somfai                        | Šerm       | Družstvo mužů kord        |